# École normale supérieure Paris-Saclay
École normale supérieure Paris-Saclay, tidigare École normale supérieure de Cachan eller ENS Cachan, är en fransk grande école inom université Paris-Saclay. Den ligger i Gif-sur-Yvette-delen av forskningsparken Paris-Saclay. I samband med flytten från Cachan bytte skolan namn 2019.
École Normale Supérieure de Cachan grundades för att utbilda universitetslärare, men är numera en elitskola för högre ämbetsmän, företagare, forskare och politiker. Dess pedagogik bygger på att kombinera forskning med praktik, och fria kursplaner. Skolan har specialiserat sig på ren och tillämpad vetenskap, sociologi, ekonomi och management samt engelska.

## Berömda alumni
- Philippe Aghion, fransk nationalekonom
- Gabriel Zucman, fransk ekonom

## Berömda professorer
- Ulf Nilsson, professor i datalogi